# Панасюк Микола Володимирович
Мико́ла Володи́мирович Панасю́к (13 березня 1943, с. Гаразджа Луцького району Волинської області — 5 квітня 2018, м. Луцьк, Волинська область) — український письменник (прозаїк). Член Національної спілки письменників України.

## Біографія
Микола Володимирович Панасюк народився 13 березня 1943 року в селі Гаразджа Луцького району Волинської області.
Закінчив Білоцерківський сільськогосподарський інститут та відділення журналістики Вищої партійної школи.
Редактор газети «Вільна думка».
Пішов з життя 5 квітня 2018.

## Твори
Автор книжок:
- «Крутіж. Німі дзвони»,
- «Терпкий смак істини»,
- «Біг».
- «Останнє зло»
- «Останнє зло». Книга друга. «Царство болю».
- «Я — Іван Франко». Книга перша. Книга друга.